# 红斑盆距兰
红斑盆距兰（学名：Gastrochilus fuscopunctatus）为兰科盆距兰属下的一个种。

## 扩展阅读
- 維基物種上的相關：红斑盆距兰